# Erodium danicum
Erodium danicum är en näveväxtart som beskrevs av Kai Larsen. Erodium danicum ingår i släktet skatnävor, och familjen näveväxter. Inga underarter finns listade i Catalogue of Life.